# Q*bert
Q*bert — компьютерная игра в жанре аркады, созданная Уорреном Дэвисом и Джеффом Ли и изданная компанией Gottlieb в 1982 году.
Эта игра стоит у истоков применения изометрической проекции в играх, а её следы встречаются в кино, на телевидении, в музыке, в книгах и других играх.

## Описание
В игре Q*bert игрок гоняет одноимённого персонажа по изометрической пирамидальной структуре из трёхцветных кубиков. Цель Q*bert — прыгая по верху этих кубиков, перекрасить их в заданный цвет (к примеру, из голубого в жёлтый).

### Игровой процесс
На ранних этапах задача игрока проста — достаточно сделать по одному прыжку на каждый кубик. Последующие раунды более трудные: кубики должны быть посещены дважды, они меняют свой цвет обратно на неверный, если прыгнуть на них лишний раз и т. п. Если Q*bert прыгает за край пирамиды, он падает и погибает. Корпус первых игровых автоматов при этом издавал механический звук, вызываемый пинбольным молоточком.
Макет игры был навеян работой другого программиста, Кэна Ябумото, который однажды заполнил экран узором из кубов в стиле картин Эшера.

Когда я посмотрел на это, мне пришло в голову, что из этого можно слепить пирамиду, такую, что если шарик падает сверху, у него будет выбор из двух направлений, в какую сторону спрыгнуть, так что одним байтом со случайным значением [где каждый бит указывает направление прыжка с предыдущего уровня пирамиды] я мог бы задать путь для падающего шарика.
Оригинальный текст (англ.)
When I looked at it, it occurred to me you could sculpt a pyramid out of it such that if a ball fell onto the top, it would have two choices of which way to bounce, so with one random byte I could create a path for a falling ball.
— Warren Davis
Идея «смены цветов куба» пришла на поздних этапах процесса разработки игры. Дэвис и Ли уже подготовили пирамиду и врагов, но были не уверены, что будет целью для Q*bert. То, что кубики должны менять цвет, когда игрок попадает на них, предложил Рон Ваксмен, заместитель главного инженера в Gottlieb.

### Враги
Q*bert-у мешают разнообразные враги. Змейка «Coily» появляется сверху пирамиды внутри фиолетового шара, спрыгивающего по направлению вниз. Как только шар попадает на нижний ряд кубиков, змейка выскакивает из него и начинает прыгать по всей пирамиде в погоне за маленьким оранжевым героем. Красные шары также появляются сверху пирамиды и приносят смерть, если по пути вниз они сталкиваются с Q*bert.
Другие опасности исходят от «Ugg» и «Wrong-Way», группы из фиолетовой свиньи и гремлина. Кроме того, Q*bert имеет дело со «Slick» и «Sam», двумя зелёными созданиями, которые возвращают исходный цвет тем кубикам, на которые они запрыгивают. Q*bert может избавиться от Slick и Sam, если запрыгнет на те кубики, где они в тот момент находятся, пока они не перескочили на следующий кубик.
Помимо быстрого прыгания, защитой Q*bert являются зелёные шары, тоже спрыгивающие по кубикам, и вращающиеся диски по бокам пирамиды. Диски дают возможность спастись, перевозя Q*bert назад к верху пирамиды, при этом Coily в попытке его догнать соскакивает с пирамиды и погибает. Зелёные шары, если Q*bert пересечётся с ними, замораживают врагов, давая Q*bert на некоторое время свободный проход по пирамиде.

## Звук
Использование звука в Q*bert было одной из его отличительных особенностей. Звуковая плата в игровом автомате содержала чип синтеза речи Votrax, но по словам Девида Тиеля, который и создал звуки к игре, чип работал так плохо, что некоторые слова было не разобрать. В расстройстве, он запрограммировал чип на выдачу случайных фонем и обнаружил, что результат звучит подобно языку инопланетян. Эта рандомизированная речь, проигрываемая на разной высоте, стала голосами Ugg, Wrongway, Slick, Sam и самого Q*bert.
Вертикальный корпус игрового автомата, спроектированный для Q*bert, содержал соленоид, который при падении персонажа с пирамиды издавал внутри корпуса стук, симулируя звук, который мог бы получиться, если бы персонаж действительно упал на пол корпуса. В некоторых автоматах этот звук издавался резиновой подушкой внутри ящика, но результат был более глухим, нежели характерный шлепок, издаваемый корпусами с соленоидом.

## Q*bert как персонаж
Протагонист игры, Q*bert — приземистый, оранжевый персонаж с носом-трубой и выразительными глазами. Всякий раз, когда его ловит враг, как в комиксах появляется пузырь с «бранью» «@!#?@!» (причём знаки «@» в игре изначально были простыми спиральными метками). Это ранний пример показа эмоции персонажем видеоигры, позволяющий игроку проявить солидарность. Именно это проявление человечности инициировало различные формы коммерциализации, такие, как куклу Q*bert или субботний утренний мультсериал.
Персонаж был создан Джеффом Ли, который рисовал бестолковых персонажей, когда он был молод и увлечён комиксами, мультфильмами и журналом Mad. Характерный нос-труба изначально задумывался для стрельбы из него (и игру тогда назвали бы «Сопли и Козявки») — идея, поддержанная всеми в Gottlieb, кроме Уоррена Дэвиса. Поскольку Дэвис был единственным программистом в проекте, эта идея не была воплощена в игре.

### Продвижение торговой марки
Продвижение торговой марки дебютировало в анимационном телесериале Saturday Supercade, который, начиная с 1983 года, два сезона выходил в эфире телеканала CBS каждым субботним утром. Эпизоды сериала состояли из короткометражек-сегментов с участием персонажей из разных аркадных игр. Q*bert в этом шоу обзавёлся руками, ртом, парой кедов и школьной спортивной формой. Также, в сериале были задействованы все друзья и враги Q*bert вместе с некоторыми собственными персонажами шоу, которые никогда в игре не появлялись. Действие сегментов с Q*bert разворачивалось в мире «Q-Burg», а их заметной особенностью было то, что только в них были использованы оригинальные звуковые эффекты игры. Кроме того, первоначальная идея стрельбы из носа также нашла своё отражение в сериале в виде чёрных масляных скользких шариков, названных «slippy-do’s».
Q*bert был весьма удобен для мира торговли, и полки магазинов в скором времени заполнили куклы Q*bert, коробки для завтраков и спальные мешки с соответствующими рисунками и т. п. Также, были разработаны настольная и карточная игры.

## Последствия и наследие

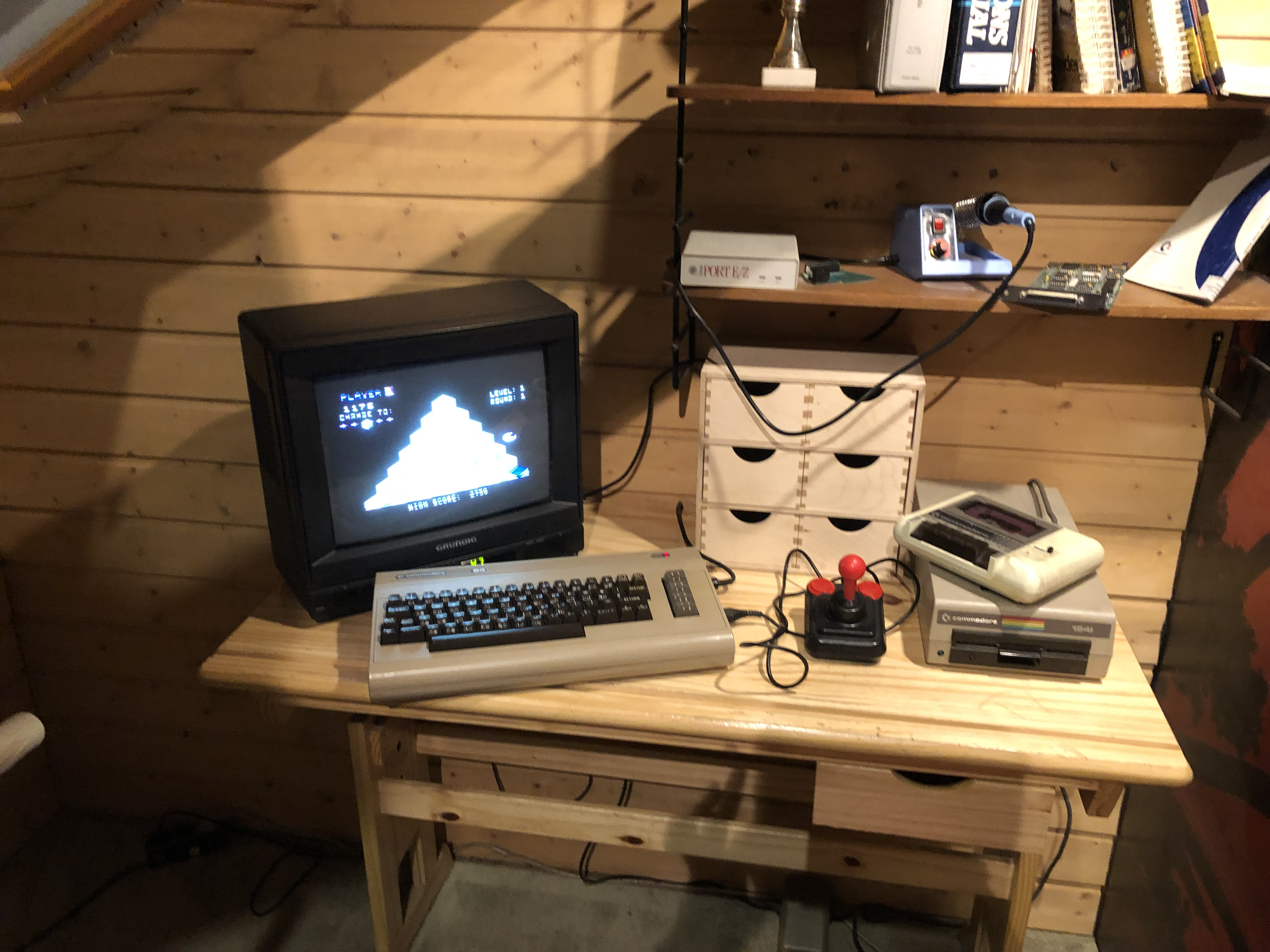
Q*bert, запущенная на домашнем компьютере Commodore 64 в Берлинском музее компьютерных игр.

Кризис видеоигровой индустрии 1983 года принёс конец власти Q*bert. Коллапс рынка нанёс смертельный удар аркадному сиквелу Q*bert — Q*bert’s Qubes. В Q*bert’s Qubes оставалось то же самое пирамидальное поле игры, но геймплей стал более напряжённым за счёт рассредоточения кубиков в разных пространствах: когда Q*bert спрыгивал с пирамиды, кубики поворачивались другой гранью в направлении прыжка Q*bert.
Эти новые свойства не смогли породить заметный интерес на рынке, находящемся в состоянии спада. Небольшое количество аркадных автоматов с Q*bert’s Qubes даже были представлены публике, но на этом аркадная карьера персонажа и закончилась. Третья аркадная игра также была в разработке в 1983 году, но не ушла дальше этапа прототипа. Её внутрифирменное название было «Faster Harder More Challenging Q*bert (FHMC Q*bert)» («Более быстрый, более сложный, более напряжённый Q*bert»). Рабочая аркадная версия FHMC Q*bert сохранилась в персональной коллекции её создателя, Уоррена Дэвиса.
В 1983 году Gottlieb разработали Q*bert themed four-flipper пинбол, который был назван Q*bert's Quest.
Q*bert также появлялся в мультсериале Saturday Supercade (каждую вторую субботу во время показа первого сезона и каждую субботу во время показа второго сезона).
В списке остальных друзей его девушка Q*Tee, Q*Ball, Q*Val и Q*Mongus.
Q*bert возвращался на других консолях, как например, на Super NES's в Q*bert 3. Пример Q*bert породил такие игры, как Pogo Joe для Commodore 64, Pharaoh's Pyramid для Atari 800 и Bert: The Rise and Fall of a Swedish Politician для Macintosh Classic. Другой игрой, имеющей отношение к Q*bert, был псевдо-сиквел 1998 года для ПК под названием «Q*Bob».
Sproingies, популярный плагин для программы XScreenSaver, предлагает трёхмерную анимацию в стиле Q*bert.
Оригинальная версия игры Q*bert была перевыпущена для Game Boy Color и PlayStation (для PS — с улучшенной графикой).
В 2007 году на сайте мультсериала Губка Боб Квадратные Штаны был выложен онлайновый ремейк Q*bert под названием SpongeBob’s Pyramid Peril.

## Платформы
Q*bert была портирована на множество домашних систем и воссоздана несколько раз.
- 1983 — порт от Parker Brothers[англ.] на ColecoVision, Intellivision, Philips Videopac, Atari 2600, Atari 5200, Texas Instruments TI-99/4A и Commodore 64. Был также подготовлен, но не опубликован порт для ZX Spectrum.
- 1989 — порт от Ultra Games, подразделения Konami, на Nintendo Entertainment System.
- 1992 — порт от Realtime Associates, под издательству Jaleco, на Game Boy.
- 1999 — опубликована версия для PlayStation.
- 2000 — новая версия для Game Boy Color, Windows и Dreamcast.
- 2005 — новая версия игры под заголовком «Q*bert 2005» с эмуляцией оригинального ПЗУ. По неизвестным причинам, бранный пузырь удалён из обеих версий.
- 2007 — порт, повторяющий оформление оригинальной машины, был выложен для загрузки из PlayStation Store на PlayStation 3.

Q*bert является также одной из трёх стандартных игр на мобильных телефонах Sony Ericsson T610 и T630, опубликованных Sony.

## Q*bertв массовой культуре

### Кино и телевидение
- Q*bert дважды упоминается в мультсериале Гриффины: в эпизоде «Stuck Together, Torn Apart» Питер Гриффин упоминает развод Pac-Man с мисс Pac-Man. В том эпизоде привидения Pac-Man пытаются ободрить Pac-Man’а в депрессии и, после неудачи, решают зайти в дом к Q*bert. В эпизоде «Chick Cancer» Стьюи Гриффин в какой-то момент говорит, что он ранее был соседом Q*bert по комнате.
- Рисованная версия Q*bert появляется на заднем плане в эпизоде «Anthology of Interest II» мультсериала Футурама со словами: «Где здесь парню достать штаны?».
- В ситкоме 1980-х Silver Spoons[англ.] игровой автомат Q*bert занимает видное место в игровой комнате дома, принадлежащего главным персонажам.
- В фильме The King of Kong[англ.] Billy Mitchell помогает Doris Self[англ.] в попытке побить мировой рекорд по количеству очков при игре в Q*bert.
- В телевизионном шоу Square One[англ.] появляться видеоигра под названием Pauline’s Perilous Pyramid, напоминающая Q*bert, исключая пирамиду, пронумерованную положительными и отрицательными числами. При постоянном попадании в клетку число добавляется к количеству очков. Её цель — достигнуть вершины пирамиды и оставить количество очков между −25 и 25.
- В трёхмерном мультфильме Ральф от Walt Disney Animation Studios Q*bert является одним из персонажей. Он и ему подобные скитались по общему вокзалу игрового зала из-за того, что их игры были отсоединены от сети и им было негде жить.
- В фильме Пиксели Q*bert является комическим персонажем, полученным героями как «трофей» за победу в игре PacMan. В фильме также отображено выражение Кьюбертом эмоций с помощью «облачков» со значками.

### Музыка
- Q*bert навеял псевдоним DJ Qbert[англ.] хип-хопера Richard Quitevis.
- В одноимённом альбоме группы System of a Down имеется трек с названием CUBErt[англ.].

### Прочее
- В игре Baten Kaitos[англ.] для Nintendo GameCube, после завершения одной из головоломок, комната превращается в пирамиду с прыгающими по ней монстрами, как в Q*bert.
- В игре Rayman 2 для Dreamcast имеется бонусный уровень в стиле Q*bert, хотя и не прямо в виде пирамиды.
- В сатирической книге America (The Book)[англ.] надпись на картинке с красной кнопкой гласит «…эту кнопку, запускающую Самый Большой В Мире Ядерный Арсенал и бесплатный сеанс игры в Q-Bert».
- Существует игра для DOS с аналогичным сюжетом под названием J-Bird, где главным героем выступает белая птичка, а в роли врагов — чёрные кошки.
- В 1981—1984 годах в Майами архитектурным бюро Skidmore, Owings and Merrill было построено высотное офисное здание Юго-восточный финансовый центр. Часть крыши небоскрёба выполнена в «стиле Q*bert»[7].
- В игре Family Guy: The Quest for Stuff[англ.] в событии «Quahog Not So Silent Night Event 2016» можно, выполнив задание, открыть персонажа Q*bert[8].